# Lewiston (Míchigan)
Lewiston es un lugar designado por el censo ubicado en el condado de Montmorency en el estado estadounidense de Míchigan. En el Censo de 2010 tenía una población de 1392 habitantes y una densidad poblacional de 56,79 personas por km².

## Geografía
Lewiston se encuentra ubicado en las coordenadas 44°52′21″N 84°19′49″O / 44.87250, -84.33028. Según la Oficina del Censo de los Estados Unidos, Lewiston tiene una superficie total de 24.51 km², de la cual 15.89 km² corresponden a tierra firme y (35.19%) 8.62 km² es agua.

## Demografía
Según el censo de 2010, había 1392 personas residiendo en Lewiston. La densidad de población era de 56,79 hab./km². De los 1392 habitantes, Lewiston estaba compuesto por el 97.49% blancos, el 0.22% eran afroamericanos, el 0.22% eran amerindios, el 0.07% eran asiáticos, el 0% eran isleños del Pacífico, el 0.22% eran de otras razas y el 1.8% pertenecían a dos o más razas. Del total de la población el 1.29% eran hispanos o latinos de cualquier raza.